# Sarangani (Davao Occidental)
Sarangani ist eine philippinische Stadtgemeinde in der Provinz Davao Occidental. Sie hat 24.039 Einwohner (Zensus 1. August 2015). Die Gemeinde liegt auf den Inseln Balut und Sarangani, auf der Insel Balut erhebt sich der 862 Meter hohe Vulkan Balut.

## Baranggays
Sarangani ist politisch in zwölf Baranggays unterteilt.
- Batuganding
- Konel
- Lipol
- Mabila (Pob.)
- Patuco (Sarangani Norte)
- Laker (Sarangani Sur)
- Tinina
- Camahual
- Camalig
- Gomtago
- Tagen
- Tucal